# 罗凌飞
罗凌飞 (1977年—)，西南大学生命科学学院教授、博士生导师，中华人民共和国教育部长江学者特聘教授。

## 社会兼职
- 中国细胞生物学学会常务理事
- 中国遗传学会发育遗传专业委员会委员

## 荣誉
- 中国国家杰出青年科学基金获得者
- 中国教育部长江学者特聘教授
- 国家“973计划”项目首席科学家
- 中组部人才计划入选者
- 中国青年五四奖章获得者